# IMAX

Logo IMAX.

IMAX (acronim pentru  Image MAXimum) este un format de film și un set de standarde de proiecție cinematografică creată de compania canadiană IMAX Corporation și dezvoltată de Graeme Ferguson, Roman Kroitor, Robert Kerr și William C. Shaw. IMAX are capacitatea de a înregistra și reda imagini mult mai mari ca rezoluție față de sistemele convenționale de film. La data de 31 decembrie 2013 erau peste 837 de cinematografe cu IMAX în 57 de țări.

## Legături externe
- Site oficial